# 篁物語
『篁物語』（たかむらものがたり）は、平安時代または鎌倉時代の物語。『篁日記』『小野篁集』ともいう。成立年代については諸説があり、作者も未詳である。
和歌を多く入れている二話一編形式の物語で、平安初期の歌人・文人政治家小野篁を主人公としており、篁とその異母妹の恋愛を描いている。

## 題名
一般に「篁物語」というが、写本によって題名が異なる。彰考館本では「篁物語」となっているが、宮内庁書陵部本では「小野篁集」。そのほかに、仙源抄では同じ作品を「小野篁記」、河海抄や花鳥余情では「篁日記」となっている。
「日記」という呼び方は、一人の人生を経時的に描いているためであると推測されている。

## 成立年代と作者
作者は未詳であるが、二話はそれぞれ別の作者だと考えられている。
成立年代についても未詳であるが、ドナルド・キーンは第一話を10世紀のものとし、第二話を100年以上後のものとする。中古の文学の成立年代のヒントとなるという登場人物の敬称や、建物の名前がほとんど見えないので年代が調べがたいとされている。キーンは前半を10世紀の作品で『源氏物語』に影響を与えたと指摘している。一方、『日本古典文学大辞典』の記事では菊田茂男は『古今和歌集』から『源氏物語』の間や1210年ごろなど諸説があることを述べた後、『本朝文粋』以降の成立だとする説が有力であることを主張している。

## ジャンル
ジャンルについては、和歌が多く入っているので歌物語という。「篁日記」という題名で呼ばれることがあるが、日記文学とは異なる。もとは篁の和歌を集めた家集から生まれた可能性もあり、『私家集大成・中古I』にも含まれている。
菊田は『篁物語』を「歌物語的・説話的構造の短編物語」という。

## 梗概
物語は二話から成っている。
第一話では、大学生篁がその異母妹に漢学を教え、二人は恋人となる。妹は妊娠して、それを知った母親が篁との恋仲を許さず、妹を一室に閉じ込める。妹は篁への想いを残して死んでしまい、亡霊になって篁のもとに現れる。二十一日毎晩現れて、その後たまにしか現れず、形が薄くなり、三年が経てば篁は夢の中でも見えなくなる。
第二話で篁は右大臣の娘と結婚して幸せに生きる。

## 諸本
近現代まで残った伝本は3本ある。
- 彰考館本
- 美濃判袋綴本 - 戦災で焼失した
- 書陵部本

3本とも江戸前期のもの。

## 近現代の文学への影響
谷崎潤一郎はこの話を好んで、『篁物語』を基にした短編小説「小野篁妹に恋する事」を書いた。